# Sorex preblei
Sorex preblei (мідиця Пребле) — вид роду мідиць (Sorex) родини мідицевих (Soricidae).

## Поширення
Країни поширення: Канада (Альберта), США (Вашингтон). Живе на висотах 1280—2550 м. Населяє пустельні й напівпустельні асоціації чагарників і трав, прогалини в гірських хвойних лісах, болота й ін.

## Стиль життя
Споживає комах та інших дрібних безхребетних. Активний протягом усього року і можуть бути активними в будь-який час протягом дня і ночі, але, ймовірно, найбільш активні в ранкові та вечірні години.